# 2月13日
2月13日在公历（平年）当中是第44天，距离一年的结束还有321天（闰年则是322天）。

## 大事记

### 19世紀以前
- 1258年：蒙古帝国西征军占领巴格达，阿拉伯帝国灭亡。
- 1542年：在与英格兰国王亨利八世离婚后，凯瑟琳·霍华德因为通奸罪而被斩首处死。
- 1575年：亨利三世登基成为法国国王，并于同日大婚。
- 1633年：意大利科学家伽利略·伽利莱因为个人著作前往罗马，接受天主教会宗教裁判所的审判。
- 1689年：英格兰国会宣布威廉三世和玛丽二世成为英格兰、苏格兰和爱尔兰的共治君主。
- 1692年：格伦科惨案：78名支持詹姆斯二世的苏格兰麦克唐纳家族（英语：Clan Donald）成员在威廉三世下令进行的屠杀中遇害。

### 19世紀
- 1867年：比利時布魯塞爾政府對污染嚴重的塞訥河展開覆蓋工程，並推進都市更新。
- 1875年：日本政府發布《平民苗字必稱義務令（日语：平民苗字必称義務令）》，正式規範所有人民必須使用姓氏。
- 1880年：觀察到爱迪生效应。

### 20世紀
- 1912年：孫中山提出辭去中華民國臨時大總統咨文。
- 1918年：汕头大地震，这是有历史记载以来广东省最严重的一次地震，伤亡人数达上万人。
- 1934年：蘇聯汽船在從前往途中沉沒，船上人員隨後撤離到海冰上。
- 1945年：第二次世界大战：苏军占领布达佩斯，匈牙利王國投降。
- 1945年：第二次世界大战：英国空军和美国空军对德国东部德累斯顿实施大规模空袭，造成2.5万人死亡。
- 1958年：日本南極考察船宗谷號船長與船員聲稱在南極近海的呂佐夫-霍爾姆灣目擊神祕生物－南極哥吉拉。
- 1960年：法国在法属阿尔及利亚西南部拉甘进行首次原子弹试爆，成为第四个核子武器拥有国。
- 1961年：联合国安理会敦促使用武力防止刚果共和国发生内战。
- 1961年：美國加利福尼亞州奧蘭查附近的地礦勘探者發現一塊據稱有50萬年歷史的岩石，岩石中包裹著一個1920年代的火星塞。
- 1971年：越南战争：在美国军事支援下，南越军队入侵老挝。
- 1974年：苏联作家，诺贝尔文学奖得主亚历山大·索尔仁尼琴被苏联政府驱逐到联邦德国。
- 1984年：康斯坦丁·乌斯季诺维奇·契尔年科正式就任苏联共产党中央委员会总书记。
- 1988年：美國海軍林肯號航空母艦完工下水。
- 1988年：馬來西亞最大執政黨巫統因黨爭鬧上法庭而被馬來西亞高等法院吊銷其政黨註冊，隨後被當時的主席马哈迪·莫哈末向社團註冊局重新註冊。
- 1989年：香港亞洲電視新綵帶台徽正式啟用，黃金台易名為本港台，鑽石台易名為國際台。
- 1990年：香港基本法起草委員會舉行最後一次大會，其後《香港特別行政區基本法》提交全國人民代表大會審議通過。
- 1998年：美国宇航员成功改造哈勃太空望远镜。
- 2000年：美国著名连载漫画《花生漫画》结束。

### 21世紀
- 2004年：美国哈佛大学天文学家发现位于半人马座的白矮星BPM 37093，其核心是一颗直徑達4,000公里的钻石。
- 2008年：澳洲總理陸克文正式向「失竊的一代」人士道歉，承諾將改善原住民的生活水準。
- 2017年：北韩领导人金正恩的兄长金正男在马来西亚吉隆坡国际机场遭遇2名女子刺杀身亡。
- 2021年：日本時間晚上11點7分，福島縣近海發生規模7.3地震。
- 2025年：臺灣時間11點33分左右，臺中市新光三越百貨發生氣爆。

## 出生
- 前711年：神武天皇，日本初代天皇（前585年逝世）
- 1599年：教宗歷山七世，羅馬主教（1667年逝世）
- 1661年：王世傑，臺灣清治時期知名墾戶（1721年逝世）
- 1717年：恩斯特·基甸·馮·勞東，奧地利陸軍元帥（1790年逝世）
- 1719年：喬治·布里奇斯·羅德尼，英國皇家海軍上將（1792年逝世）
- 1734年：伊夫-約瑟夫·德·凱爾蓋朗-特雷馬雷克，法國探險家、海軍官員（1797年逝世）
- 1766年：托马斯·罗伯特·马尔萨斯，英國牧師、人口學家、政治經濟學家（1834年逝世）
- 1768年：爱德华·阿道夫·卡西米尔·约瑟夫·莫蒂埃，拿破崙的法國元帥之一（1835年逝世）
- 1769年：伊萬·克雷洛夫，俄国寓言作家（1844年逝世）
- 1805年：彼得·古斯塔夫·狄利克雷，德國數學家，創立了現代函數的正式定義（1859年逝世）
- 1811年：弗朗索瓦·阿希尔·巴赞，法國元帥（1888年逝世）
- 1834年：海因里希·卡罗，德國化學家（1910年逝世）
- 1835年：米尔扎·古拉姆·艾哈迈德，印度旁遮普宗教家，阿赫邁底亞運動創立者（1908年逝世）
- 1849年：威廉·福格特，普魯士鞋匠，因偽裝成上尉去搶劫科佩尼克市政廳，被尊稱為民族英雄「科佩尼克上尉」（1922年逝世）
- 1865年：谭嗣同，清朝政治家（1898年逝世）
- 1870年：利奥波德·戈多夫斯基，猶太血統美籍波蘭鋼琴家、作曲家、音樂教育家（1938年逝世）
- 1879年：沙拉金尼·奈都，印度政治家、女權運動者及詩人（1949年逝世）
- 1881年：張宗昌，中華民國北洋政府時期軍事將領（1932年逝世）
- 1881年：艾莉娜·法瓊，英國作家（1965年逝世）
- 1885年：貝絲·杜魯門，美国第一夫人（1982年逝世）
- 1886年：里卡多·圭拉爾德斯，阿根廷小說家、詩人（1927年逝世）
- 1891年：格兰特·伍德，美國畫家，《美國哥德式》作者（1942年逝世）
- 1892年：罗伯特·H·杰克逊，美國政治家、法學家（1954年逝世）
- 1901年：保罗·F·拉扎斯菲尔德，美國實證社會學家，哥倫比亞大學應用社會研究局創辦人（1976年逝世）
- 1902年：哈羅德·拉斯威爾，美國社會科學家（1978年逝世）
- 1903年：喬治·西默農，比利時作家（1989年逝世）
- 1905年：杨靖宇，中国东北抗日联军司令，抗日战争名将，烈士（1940年逝世）
- 1905年：拉娜·利雅卡特·阿里·汗，巴基斯坦女政治人物、前任第一夫人（1990年逝世）
- 1910年：威廉·肖克利，美國物理學家、發明家，1956年諾貝爾物理獎得主（1989年逝世）
- 1913年：哈立德·本·阿卜杜勒－阿齐兹·阿勒沙特，沙烏地阿拉伯國王兼首相（1982年逝世）
- 1915年：昂山，缅甸國父（1947年逝世）
- 1916年：朵洛西·布利斯，美國動物學家（1987年逝世）
- 1918年：莫瑞·H·普羅特，美國數學家、教育家（2008年逝世）
- 1921年：赵无极，法國華裔画家（2013年逝世）
- 1922年：戈登·圖洛克，美國經濟學家，公共選擇學派創立者之一（2014年逝世）
- 1923年：查克·葉格，美國飛行員，第一個突破音障的人類（2020年逝世）
- 1926年：維納爾·潘頓，丹麥建築設計師、工業設計師（1998年逝世）
- 1926年：丁同三，臺灣登山家（2005年逝世）
- 1928年：華倫·B·奧福特，美國業餘天文學家（2017年逝世）
- 1930年：伊斯雷尔·柯兹纳，美國經濟學家
- 1933年：保罗·比亚，喀麥隆政治人物，現任喀麥隆總統
- 1933年：科斯塔·加夫拉斯，希臘裔法國導演、製片人
- 1933年：金·露華，美國電影演員
- 1937年：魯皮亞·班達，尚比亞政治人物，第4任尚比亞總統（2022年逝世）
- 1938年：奥利弗·里德，英國電影演員（1999年逝世）
- 1942年：唐纳德·威廉姆斯，美國太空人（2016年逝世）
- 1944年：杰里·斯普林格，美國談話節目主持人（2023年逝世）
- 1945年：西蒙·沙玛，英國歷史學家、藝評家
- 1947年：斯蒂芬·哈德利，第21任美國國家安全顧問
- 1947年：迈克·沙舍夫斯基，美國籃球教練
- 1950年：竹宮惠子，日本漫畫家，24年組之一
- 1950年：彼得·蓋布瑞爾，英國搖滾樂隊创世纪乐团主唱
- 1951年：林明溱，臺灣政治人物，前任南投縣縣長
- 1952年：龍應台，台灣女性作家
- 1953年：老瓊，臺灣漫畫家（2008年逝世）
- 1954年：唐尼·摩爾，美國職棒大聯盟投手（1989年逝世）
- 1956年：里亚姆·布拉迪，前愛爾蘭足球運動員
- 1956年：阿莉亞·賓特·侯賽因，約旦公主
- 1959年：山本百合子，日本女性聲優
- 1960年：皮耶路易吉·科利纳，意大利職業足球裁判
- 1960年：沈春華，台灣新聞界人物、資深媒體人
- 1963年：金瑞瑤，台灣歌手、音樂經理人
- 1963年：伊戈爾·科洛莫伊斯基，烏克蘭億萬富翁、商業寡頭
- 1964年：林佳龍，台灣交通部部長、前台中市長
- 1965年：南原清隆，日本演員、電影導演
- 1965年：優希比呂，日本聲優
- 1967年：鄭啟泰，香港電台節目主持及演員（2024年逝世）
- 1968年：胡凯莉，美國女演員
- 1969年：覺敏友，緬甸作家、政治犯（2022年逝世）
- 1971年：安德烈·帕利，俄羅斯海軍一級上尉（2022年逝世）
- 1972年：孟晚舟，華為副董事长兼首席财务官
- 1974年：汪世瑋，台灣女性配音員
- 1974年：羅比·威廉斯，英國歌手
- 1974年：馬國明，香港無綫電視演員
- 1976年：妃絲特，美國裔加拿大創作歌手
- 1976年：吳彤，香港創作歌手
- 1977年：兰迪·莫斯，美國美式足球外接手
- 1979年：劉子絢，新加坡女演員
- 1979年：中谷一博，日本男性聲優
- 1979年：米娜·苏瓦丽，美國女演員、時裝設計師、模特
- 1979年：拉法埃尔·马克斯，墨西哥足球運動員
- 1979年：安德斯·贝林·布雷维克，2011年挪威爆炸和槍擊事件行兇者
- 1980年：川田真美，日本女歌手
- 1980年：塞巴斯蒂安·克尔，德國足球運動員
- 1981年：路易松，巴西足球運動員
- 1981年：利亚姆·米勒，愛爾蘭足球運動員
- 1981年：卢克·里德诺，美國職業籃球運動員
- 1982年：阿部力，中國与日本混血兒演員
- 1983年：潘阳，中國女演員
- 1983年：趙柯，中國女演員
- 1985年：赫德维赫斯·马杜罗，荷蘭足球運動員
- 1986年：傑米·穆雷，蘇格蘭職業網球運動員
- 1987年：黃齡，中國女歌手
- 1987年：艾查路·伊利亞，荷蘭蘇利南族裔足球運動員
- 1988年：林更新，中國男演員
- 1988年：森奈奈子，日本女性聲優
- 1989年：罗德里格·波塞邦，巴西足球運動員
- 1990年：确吉杰布，西藏第十一世班禪額爾德尼
- 1990年：王適嫻，中國女子羽球運動員
- 1991年：王雙，中國女演員
- 1993年：有村架純，日本女演員
- 1994年：孟菲斯·迪比，荷蘭職業足球運動員
- 1995年：小池彩夢，日本女演員
- 1997年：依田菜津，日本女性聲優
- 1997年：阿拉奎·考克斯，美國女演員
- 1998年：安斯利·索普，紐西蘭女子鐵人三項運動員
- 2003年：特拉維斯·勒德洛，英國飛行員，全球最年輕獨自環繞地球飛行的人

## 逝世
- 106年：汉和帝劉肇，東漢皇帝（79年出生）
- 547年：高歡，北齊政權奠基者（496年出生）
- 1219年：源實朝，日本鎌倉幕府第3代征夷大將軍（1192年出生）
- 1332年：安德洛尼卡二世，東羅馬帝國皇帝（1259年出生）
- 1539年：伊莎貝拉·埃斯特，曼圖亞侯爵夫人（1474年出生）
- 1542年：凱薩琳·霍華德，英格蘭王后（1523年出生）
- 1583年：足利義氏，日本戰國時代大名（1541年出生）
- 1800年：彼得·馮·比隆，庫爾蘭和瑟米加利亞公爵（1724年出生）
- 1840年：孝全成皇后，咸豐帝生母（1808年出生）
- 1859年：伊麗莎·阿克頓，英國美食作家、詩人（1799年出生）
- 1883年：，德國作曲家和音樂戲劇家（1813年出生）
- 1935年：翟理斯，英國外交官、漢學家（1845年出生）
- 1945年：北山清太郎，日本動畫師、水彩畫家、雜誌編輯（1888年出生）
- 1952年：约瑟芬·铁伊，英国著名推理小说家（1896年出生）
- 1956年：扬·卢卡西维茨，波蘭邏輯學家、哲學家（1878年出生）
- 1958年：乔治·鲁奥，法国野兽派表现主义画家（1871年出生）
- 1964年：保利諾·艾簡達拿，西班牙足球运动员（1896年出生）
- 1967年：鮎川義介，日本企业家，日产创办人（1880年出生）
- 1976年：穆尔塔拉·拉马特·穆罕默德，尼日利亚政治人物，前任尼日利亚总统（1938年出生）
- 1980年：馬里安·雷耶夫斯基，波蘭數學家、密碼學家（1905年出生）
- 1992年：尼古拉·博戈柳博夫，苏联理论物理学家（1909年出生）
- 1993年：宋希濂，抗日戰爭與國共內戰時期中國國民黨名將（1907年出生）
- 1993年：李志綏，毛澤東的私人醫生（1919年出生）
- 1995年：李治學，臺灣外科醫生（1930年出生）
- 1996年：马丁·鲍尔萨姆（1919年出生）
- 1997年：羅伯特·赫爾曼，美國物理學家、天文學家（1914年出生）
- 2000年：詹姆士·庫克·布朗，美国社会学家、科幻小说家（1921年出生）
- 2003年：沃尔特·惠特曼·罗斯托，美国政治经济学家（2003年出生）
- 2004年：泽利姆汉·扬达尔比耶夫，俄罗斯车臣儿童文学作家、政治家，前伊奇克里亚车臣共和国总统（1952年出生）
- 2006年：彼得·弗雷德里克·斯特劳森，英国哲学家（1919年出生）
- 2006年：逯耀東，歷史學家，前香港中文大學、台灣大學教授（1933年出生）
- 2006年：王選，中國計算機學家，漢字激光照排技術的發明者（1937年出生）
- 2008年：市川崑，日本导演（1915年出生）
- 2008年：林之助，臺灣畫家，被譽為「臺灣膠彩畫之父」（1917年出生）
- 2013年：东条由布子，日本作家（1939年出生）
- 2014年：拉尔夫·韦特，美国演员（1928年出生）
- 2014年：李察·慕拿·尼路臣，丹麦足球运动员（1937年出生）
- 2014年：巴盧·馬亨德拉，印度電影攝影師、導演、編劇、電影剪輯師（1939年出生）
- 2015年：費斯·班德勒，澳大利亚作家、原住民权益活动家（1918年出生）
- 2016年：安東寧·斯卡利亞，美国最高法院大法官（1936年出生）
- 2017年：铃木清顺，日本导演（1923年出生）
- 2017年：金正男，朝鲜劳动党总书记金正日的长子（1971年出生）
- 2018年：亨里克亲王，丹麦配亲王，女王瑪格麗特二世的丈夫（1934年出生）
- 2022年：利陸雁群，香港企業家、前電視廣播有限公司非執行董事（1925年出生）
- 2023年：石鐘慈，中國數學家（1933年出生）
- 2023年：松本零士，日本漫畫家、動畫家（1938年出生）

## 节假日和习俗
- 世界无线电日（英语：World Radio Day）
- 緬甸：兒童節